# Flipper (1996)
Flipper é um filme americano de 1996, sendo uma refilmagem do filme homônimo de 1963, dirigido por Alan Shapiro. As personagens principais são Sandy (Elijah Wood) e o seu tio Porter (Paul Hogan).

## História
O filme fala de um rapaz chamado Sandy, que é obrigado a ir passar férias com o seu tio Porter. Aquilo que ele pensa serem umas férias aborrecidas, acabam por se tornar muito divertidas ao conhecer um golfinho, ao qual ele chamou Flipper, que se separou do seu grupo, quando tentam caçá-los.